# Фам, Константин Конг-Такович
Константи́н Конг-Та́кович Фам (полная фамилия — Ма́лкин-Фам, имя при рождении — Константи́н Конгта́кович Нгуен; род. 13 июля 1972, Первомайский, Харьковская область) — режиссёр, продюсер, сценарист. Независимый кинематографист, создатель фильма «Свидетели», посвящённого Памяти жертв Холокоста.

## Биография

### Ранние годы
Родился 13 июля 1972 года в посёлке Первомайский Харьковской области Украинской ССР.
Отец — Нгуен Конг Так, вьетнамец по национальности, политический иммигрант. Более десяти лет он провёл в партизанских отрядах вьетнамского сопротивления, в котором участвовала и вся его семья. По указанию Хо Ши Мина был отправлен на учёбу в Советский Союз по специальности инженер-строитель. Во время учёбы отец был призван в регулярную армию Северного Вьетнама для ведения боевых действий в начавшейся гражданской войне. Отец воспринял данную просьбу как неуважение в своим прежним заслугам и был вынужден просить у СССР политического убежища, которое ему предоставили, но запретили жить в крупных городах. Мать — Малкина Светлана Наумовна, еврейка. Большинство родственников по материнской линии погибли во время Холокоста. Мать в течение всей жизни скрывала своё еврейство. Истории родителей во многом повлияли на формирование творческого мировоззрения будущего режиссёра.
В пятнадцать лет поступил в Днепропетровское театральное училище на отделение театра кукол. По словам Константина, он мечтал о курсе актёрского мастерства, куклы же считались непрестижными, однако спустя годы, он признаёт, что эта специальность дала ему большой опыт в построении композиций, мизансцен, а также умении оживлять неживые объекты, передавая с их помощью переживания героев. Впоследствии этот опыт пригодился ему при съёмках фильма «Туфельки».

### Карьера
По окончании учёбы Константин переехал в Тбилиси, работал в театре. После начала военного конфликта в Грузии 1991 года переехал в Чернигов, где работал в местном театре в качестве актёра. Однако роли, предлагаемые Константину, часто обосновывались его азиатской внешностью и амбициям актёра не соответствовали. В 1993 году переехал в Москву. Начал работать на телевизионных проектах в различных ролях. В 1997 году поступил на сценарное отделение ВГИКА на курс Валентина Ежова. С 1998 года был сценаристом детского юмористического киножурнала «Ералаш».
Начиная с 2001 года активно развивался бизнес Фама, который заключался в аренде кинооборудования и съёмке телевизионных роликов. В это период Константин также выступал в различных кинопроизводственных ролях, начиная от административных, заканчивая режиссурой и продюсированием. Компания Фама закрылась во время финансового кризиса 2008 года.
В 2008 году работал сценаристом и вторым режиссёром юмористического шоу «Женская Лига» двух сезонах телесериала. Выступил в роли режиссёра скетч-шоу «Осторожно: дети!». В этот же период был написан сценарий фильма «Инсулин», приобретённый российским кинопродюсером Алексеем Петрухиным и предварительно озаглавленный им как фильм «Солдат».
В 2011 году поступил в Нью-Йоркскую академию киноискусства. Обучение в академии заканчивалось 13-недельным производственным периодом, во время которого был снят короткометражный фильм «Ёжик» по рассказу Григория Горина. В центре истории — ребёнок, обменявший выигрышный лотерейный билет на ежа, и отец мальчика, пытающийся всеми силами вернуть билет. История имела фестивальный успех, была приглашена на многие показы. Получила Гран-при кинофестиваля в Сан-паулу в Бразилии. Фильм был показан в программе Short Film Corner в Каннах.

### Режиссёр
Киноальманах «Свидетели»
Киноальманах «Свидетели» — первый на территории постсоветского пространства полнометражный художественный фильм, посвящённый памяти жертв Холокоста. Фильм «Свидетели» — три короткометражные новеллы, объединённые общей концепцией показать историю Катастрофы глазами её невольных свидетелей: пары обуви, маленького щенка и скрипки. Основной задачей проекта является рассказ и напоминание молодому поколению о случившейся трагедии с целью её предотвращения в будущем.
Презентация проекта прошла в ноябре 2013 года на Американском кинорынке. Единственным россиянином, представившим свой проект на экспериментальном питчинге, стал Константин Фам — его «Туфельки» были названы членами жюри «интересным и жизнеспособным проектом».
«Туфельки»
Фильм «Туфельки» стал первой новеллой киноальманаха «Свидетели». Идеей проекта послужила мемориальная витрина музейного комплекса Освенцим с тысячами пар обуви узников, погибших в концлагерях в годы Второй мировой войны. Фильм рассказывает об истории пары женских туфелек, которая начинается в витрине магазина и трагически обрывается в братской могиле обуви концлагеря Освенцим. Съёмки проходили в Европе и продлились более четырёх месяцев.
Фильм «Туфельки» — лауреат множества премий и кинофестивалей, он находится в коллекции фильмов Мемориала Яд ва-Шем (Израиль) наряду с выдающимися фильмами о Холокосте Спилберга, Полански, Бениньи. Среди наград фильма: гран-при «Серебряная кинолента» на 8-м Международном фестивале киноискусства «ИМПЕРИЯ» (Италия), лучший короткометражный фильм Х Международного благотворительного кинофестиваля «Лучезарный Ангел». Единственный российский короткометражный фильм, выдвинутый на соискание премии «Оскар» в номинации «Лучший короткометражный фильм» в 2013 году.
«Брут»
События в фильме «Брут» (по рассказу Людвика Ашкенази) рассказываются «глазами собаки». Этот особенный взгляд позволяет по-другому увидеть человеческие ценности.
Война, расовые законы, человеческая жестокость разлучают немецкую овчарку по кличке Брут с любимой хозяйкой. Из питомника он в качестве сторожевого пса попадает в концлагерь, где в процессе дрессировки и психологических манипуляций из безобидного домашнего питомца превращается в собаку-убийцу.
Съёмки фильма проходили на территории Румынии, России и Беларуси. Главные роли в фильме исполнили Оксана Фандера, Филипп Янковский, Владимир Кошевой и Анна Чурина. Российская премьера фильма состоялась в рамках конкурсной программы 38-го ММКФ.
Фильм «Брут» — номинант премии Национальной академии кинематографических искусств и наук России «Золотой Орёл» в категории «Лучший короткометражный фильм» за 2016 год, победитель и лауреат российских и зарубежных кинофестивалей.
Фильм был отобран Академией кинематографических искусств и наук в лонг-лист претендентов на американскую кинопремию «Оскар» в категории «Лучший игровой короткометражный фильм» за 2016 год.
«Скрипка»
Мир третьей новеллы «Скрипка» целиком строится вокруг уникального музыкального инструмента. Новелла «Скрипка» (по рассказу Йоси Тавора) рассказывает об удивительной судьбе скрипки, прошедшей через все ужасы войны. История начинается в скрипичной мастерской Нюрнберга, где в начале XX века создаётся скрипка, предназначенная в подарок еврейскому мальчику, и заканчивается спустя сто лет концертом у Стены плача.
Съёмки «Скрипки» проходили в Москве, Нью-Йорке, Беларуси, Чехии и Израиле. Главные роли исполнили Ленн Кудрявицкий, Оксана Фандера, Владимир Кошевой, Вячеслав Чепурченко, Михаил Горевой и другие. Премьера фильма состоялась в рамках конкурсной программы короткого метра 39-го Московского международного кинофестиваля.
«Кадиш»
«Кадиш» — второй полнометражный фильм режиссёра Константина Фама. Режиссёр, уже обращавшийся ранее в своих работах к тематике Холокоста, посвятил этот фильм памяти своей матери. Фильм рассказывает о том, как завещание бывшего узника концлагеря сталкивает и переворачивает жизнь двух молодых людей из разных миров, проливая свет на трагическую историю их семьи.
Картина создана в копродукции с Республикой Беларусь. Съёмки картины заняли год и проходили в Москве, Нью-Йорке, Праге, Минске, Бресте и Иерусалиме. В производстве принимали участие кинематографисты из России, США, Израиля, Чехии и Беларуси.
Мировая премьера картины состоялась на Первом евразийском кинофестивале в Лондоне, где картина удостоилась Гран-при.
Фильм вошёл в число претендентов на премию «Золотой глобус» в номинации «Лучший фильм на иностранном языке», а также в лонг-лист премии «Оскар» в категории «Лучшая песня» и «Лучшая оригинальная музыка к фильму», композитор Егор Романенко.

### Московский еврейский кинофестиваль
Выступил одним из создателей и продюсером Московского еврейского кинофестиваля. В 2015 году также стал председателем жюри на 1-м кинофестивале.
В марте 2016 года Константин Фам заявил о намерении снять документальный фильм "Корпорация «Допинг», раскрывающий закулисье мировой антидопинговой системы.

## ТВ-шоу
- 2009—2010 — ТВ-шоу «Женская Лига» — второй режиссёр, сосценарист;
- 2012 — ТВ-шоу «Осторожно, дети!» — режиссёр первых десяти эпизодов;

## Фильмография
- 2012 — «Ёжик» — режиссёр, сценарист и продюсер
- 2012—2018 — Свидетели (фильм, 2018) — режиссёр, сценарист и продюсер
  - 2012 — «Туфельки» — режиссёр, сценарист и продюсер
  - 2016 — «Брут» — режиссёр, сценарист и продюсер
  - 2017 — «Скрипка» — режиссёр, сценарист и продюсер
- 2016 — «Заложница» («Hostage») — продюсер[27]
- 2017 (в планах) — «Корпорация „Допинг“» —  сценарист и продюсер
- 2019 — «Кадиш» — режиссёр, сценарист и продюсер
- 2020 — «Конференция» —  продюсер
- 2022 — «Призрачно-белый» — сценарист и продюсер[28]
- 2022 — «Из Иерусалима с любовью» — режиссёр, сценарист и продюсер[29]

## Награды и номинации
- За фильм «Ёжик»:
  - 2012 — Лучший короткометражный фильм Festival ArtDeco de Cinema, Бразилия
  - 2012 — Лучшее игровое кино Международного фестиваля короткометражного кино и анимации «Видение», Россия
- За фильм «Туфельки»:
  - 2013 — Лучший короткометражный фильм Х Международного благотворительного кинофестиваля «Лучезарный Ангел», Россия[30]
  - 2013 — Гран-При Video Festival Imperia, Италия[31]
  - 2013  — Лучший экспериментальный фильм кинофестиваля «Арткино », Россия[32]
  - 2013 — Гран-при фестиваля «Встречи на Вятке», Россия
  - 2013 — Приз за «вклад в развитие короткометражного кино в России» на фестивале KONIK, Россия[33]
  - 2013 — Международный Кинофестиваль в Монако — Angel Flms Award: Лучший короткометражный фильм, Лучший режиссёр, Лучший продюсер, Angel Peace Award[34][35][36]
  - 2013— Еврейский кинофестиваль в Сан-Диего[англ.] — «Кинематографист-Открытие» (original: Best Emerging Filmmaker)[37]
  - 2014 — Премия «Скрипач на крыше» в номинации «Кинематограф»[38]
- За фильм «Брут»:
  - 2016 — The Nevada International Film Festival (США) — «Платиновая награда» за «Лучший экспериментальный фильм»[39]
  - 2016 — 1-й Сочинский Международный Кинофестиваль (Россия) — «Специальный приз»[40]
  - 2016 — Фильм был отобран Академией кинематографических искусств и наук в лонг-лист претендентов на американскую кинопремию «Оскар » в категории «Лучший игровой короткометражный фильм» за 2016 год[15]
  - 2016  — Номинант премии Национальной академии кинематографических искусств и наук России «Золотой Орёл » в категории «Лучший короткометражный фильм» за 2016 год[14]
  - 2017  — Американский кинофестиваль Best Shorts Competition — «Лучший еврейский фильм»[41]

## Примечание
1. ↑  ИП Малкин-Фам Константин Конг-Такович (ИНН 771543424030): в каких фирмах директор, учредитель. www.audit-it.ru. Дата обращения: 17 января 2025.
2. ↑  Люди без лиц.mn.ru. Дата обращения: 11 мая 2016. Архивировано 3 июня 2016 года.
3. ↑  Константин Фам: «Я видел, как люди меняются, надевая нацистскую форму». Новая газета. Дата обращения: 8 июля 2017. Архивировано 26 ноября 2016 года.
4. ↑  Константин Фам: Бум «короткого метра» не за горами. Союзное вече. Дата обращения: 8 июля 2017. Архивировано 14 августа 2017 года.
5. ↑  Холокост в «Туфельках». jewish.ru. Дата обращения: 6 мая 2016. Архивировано 3 июня 2016 года.
6. ↑  О КИНОНОВЕЛЛЕ «ТУФЕЛЬКИ». Радио Маяк. Дата обращения: 8 июля 2017. Архивировано 19 октября 2019 года.
7. ↑  «Острожно: Дети!» СТС. Дата обращения: 8 июля 2017. Архивировано 8 июля 2017 года.
8. ↑  Фильм «Солдат». Ruskino.ru. Дата обращения: 8 июля 2017. Архивировано 1 декабря 2017 года.
9. ↑  Завершилась Неделя российского кино в Лос-Анджелесе «DOORS TO RUSSIAN CINEMA». ROSKINO. Дата обращения: 6 мая 2016. Архивировано из оригинала 16 октября 2019 года.
10. ↑  Красные туфельки Холокоста. НОВАЯ ГАЗЕТА. Дата обращения: 6 ноября 2013. Архивировано 19 ноября 2013 года.
11. ↑  Фильм молодого режиссёра Константина Фама выдвинут на «Оскар» одновременно со «Сталинградом» Федора Бондарчука. НОВАЯ ГАЗЕТА. Дата обращения: 6 ноября 2013. Архивировано 19 ноября 2013 года.
12. ↑  Короткометражка «Туфельки» поборется за номинацию на «Оскар». РИА Новости. Дата обращения: 6 ноября 2013. Архивировано 13 ноября 2013 года.
13. ↑  Оксана Фандера и Филипп Янковский в фильме «Брут». Алеф. Дата обращения: 7 апреля 2017. Архивировано 12 декабря 2016 года.
14. 1 2  Рекомендательный список Экспертного совета за 2016 год. Kinoacademy.ru. Дата обращения: 7 апреля 2017. Архивировано 19 февраля 2017 года.
15. 1 2  Российская короткометражка поборется за «Оскар». РОССКИНО. Дата обращения: 7 апреля 2017. Архивировано из оригинала 23 декабря 2016 года.
16. ↑  Продолжаются съемки третьей новеллы "Киноальманаха"Свидетели". РФГ. Дата обращения: 7 апреля 2017. Архивировано из оригинала 7 апреля 2017 года.
17. ↑  Премьера фильма «Скрипка» на 39-м ММКФ. Фильм.ру. Дата обращения: 8 июля 2017. Архивировано 25 июля 2021 года.
18. ↑  Фильм "Кадиш" вошел в список претендентов на "Золотой глобус". feor.ru.
19. ↑  В Торонто представили кино о России и из России. rg.ru. Дата обращения: 24 января 2020. Архивировано 5 февраля 2020 года.
20. ↑  Фильм «Кадиш» стал лауреатом кинофестиваля «Амурская осень». lechaim.ru. Дата обращения: 24 января 2020. Архивировано 18 июня 2020 года.
21. ↑  Фильм «Кадиш» вошел в список претендентов на «Золотой глобус». stmegi.com. Дата обращения: 24 января 2020. Архивировано 28 сентября 2020 года.
22. ↑  На номинацию в "Золотом глобусе" отобрали шесть российских фильмов. ria.rul. Дата обращения: 24 января 2020. Архивировано 21 января 2021 года.
23. ↑  Шесть российских кинолент попали в заявку на номинацию в «Золотом глобусе». gazeta.rul. Дата обращения: 24 января 2020. Архивировано 16 сентября 2020 года.
24. ↑  Сразу шесть российских фильмов поборются за попадание в номинацию премии "Золотой глобус", это рекорд. newsru.coml. Дата обращения: 24 января 2020. Архивировано 24 июля 2021 года.
25. ↑  Первый еврейский кинофестиваль открылся в Москве. ria.ru
26. ↑  Продюсеры фильма «Сноуден» задумались о картине про антидопинговую систему. interfax.ru. Дата обращения: 7 апреля 2017. Архивировано 7 апреля 2017 года.
27. ↑  «Hostage». IMDb.com. Дата обращения: 11 апреля 2017. Архивировано 12 апреля 2017 года.
28. ↑  Российские фильмы вошли в программу Роттердамского фестиваля. www.proficinema.ru. Дата обращения: 20 января 2022. Архивировано 20 января 2022 года.
29. ↑  Р. И. А. Новости. Фильм "Из Иерусалима с любовью" стал лучшим на конкурсе "Горький fest". РИА Новости (15 июля 2022). Дата обращения: 17 июля 2022. Архивировано 16 июля 2022 года.
30. ↑  Итоги кинофестиваля «Лучезарный ангел». РИА Новости. Дата обращения: 8 ноября 2013. Архивировано 23 ноября 2013 года.
31. ↑  Режиссёр Константин Фам получил Гран-при «Серебряная кинолента» на прошедшем в апреле Международном фестивале киноискусства «Империя» в Италии. РИА Новости. Дата обращения: 6 ноября 2013. Архивировано 13 ноября 2013 года.
32. ↑  Победители 6-го Всероссийского фестиваля авторского короткометражного кино «АРТКИНО». Арткино. Дата обращения: 11 мая 2016. Архивировано из оригинала 10 декабря 2013 года.
33. ↑  Итоги открытого кинофестиваля короткометражного независимого кино «KONIK Film Festival». Молодёжный центр СК РФ. Дата обращения: 11 мая 2016. Архивировано из оригинала 11 декабря 2013 года.
34. ↑  Фильм «Туфельки» получил призы в Монако. The Hollywood Reporter. Российское издание. Дата обращения: 23 апреля 2014. Архивировано 3 февраля 2014 года.
35. ↑  Российский фильм взял все призы фестиваля в Монако
36. ↑  Мировая премьера российского режиссёра Константина Фама. The Hollywood reporter. Дата обращения: 11 мая 2016. Архивировано 8 августа 2016 года.
37. ↑  Режиссёр короткометражки «Туфельки» Константин Фам получил одну из главных наград кинофестиваля в Сан-Диего. antrakt.by. Дата обращения: 23 апреля 2014. Архивировано из оригинала 22 декабря 2015 года.
38. ↑  Премия Скрипач на крыше. 2014. Дата обращения: 18 декабря 2023. Архивировано 18 декабря 2023 года.
39. ↑  2016 Winners. Nevada Film Festival. Дата обращения: 7 апреля 2017. Архивировано из оригинала 24 декабря 2016 года.
40. ↑  Призы. Sochifilmawards.com. Дата обращения: 7 апреля 2017. Архивировано из оригинала 16 октября 2019 года.
41. ↑  The season’s winners. Bestshorts.net. Дата обращения: 7 апреля 2017. Архивировано 2 ноября 2010 года.